# 池田市消防本部
池田市消防本部（いけだししょうぼうほんぶ）は、大阪府池田市の消防部局（消防本部）。管轄区域は池田市全域。

## 概要
- 消防本部：池田市八王寺1-2-1
- 管内面積：22.11km2
- 職員定数：104人
- 消防署1カ所、分署1カ所
- 主力機械（2023年4月1日現在）
  - 普通消防ポンプ自動車：1
  - 水槽付消防ポンプ自動車：4
  - はしご付消防自動車：1
  - 放水塔付き消防自動車：1
  - 化学消防自動車：1
  - 救急自動車：5
  - 救助工作車：1
  - 水槽車：1
  - 災害資材車：1
  - 災害支援車：1
  - 司令車：1
  - 連絡車：1
  - 指揮車：1
  - 査察・広報車：2
  - 資機材搬送車：2

## 沿革
1975年（昭和50年）11月20日、市道神田池田線沿いの八王寺一丁目113番1号に、鉄筋コンクリート構造4階建ての庁舎（敷地面積 2,868 平方メートル、建築面積 856 平方メートル）が完成される。それまで消防本部は菅原町にあった。石橋出張所は、新庁舎開設に伴って閉鎖された。

## 組織
- 本部 - 総務課、予防課、警防課
- 消防署

## 消防署
| 消防署       | 住所        | 分署            |
| ------------ | ----------- | --------------- |
| 池田市消防署 | 八王寺1-2-1 | 細河：東山町1-6 |